# 인천광역시계양도서관
계양도서관은 2004년 3월 25일에 문을 연 대한민국 인천광역시의 공공도서관이다. 인천광역시 계양구 계산2동에 위치한다.

## 역사
계양도서관은 2001년 12월 1일에 착공해 2004년 3월 25일 개관하였다. 2017년 기준으로, 도서관장은 잊진경

## 시설
계양도서관은 지하 1층, 지상 3층의 도서관 건물이다. 대지 면적은 5,500.1m2, 건물 면적은 5,949.17m2이다. 건물 내부에는 식당, 열람실, 자료실 같은 문화 시설과 전기실, 화장실, 정화조 같은 기본적인 시설들이 있다. 외부에는 휴게실, 자전거 보관소, 창고 등이 있다.
지하 1층에는 식당, 다목적 강당이 있고, 1층에는 디지털 자료실과 어린이 자료실, 2층에는 자료실 및 활동실, 3층에는 좌석 약 600석이 구비된 열람실이 있다.

## 이용

### 이용 시간
매주 화요일, 일요일을 제외한 관공서 공휴일은 휴관일이다. 공휴일이 일요일과 겹칠 때는 공휴일에 따라 휴관한다. 사정에 따라 휴관이 필요할 경우 휴관을 하기도 한다.
| 자료실 | 자료실        | 3월~10월(월~금) | 토요일 및 일요일 |
| ------ | ------------- | --------------- | ---------------- |
|        | 열람실        | 06:00 ~ 22:00   | 06:00 ~ 22:00    |
|        | 종합 자료실   | 09:00 ~ 22:00   | 09:00 ~ 17:00    |
|        | 디지털 자료실 | 09:00 ~ 19:00   | 09:00 ~ 17:00    |
|        | 어린이 자료실 | 09:00 ~ 18:00   | 09:00 ~ 17:00    |

### 대출 / 반납
관내 대출은 신분증을 지참하면 하루에 5권 이내로 대출할 수 있다. 관외 대출은 관외 대출 카드를 지참하면 하루에 5권 이내로 대출할 수 있다. 일반 단행본 자료, DVD, 혹은 발행 후 1개월이 지난 정기 간행물(참고 도서 제외)만 관외 대출할 수 있다. 반납 후 1주일이 지나야 해당 도서를 재대출할 수 있다.
관내 대출은 대출 당일 자료실 혹은 안내 데스크에 반납해야 한다. 관외 대출은 대출 후 15일 이내로 자료실에 반납해야 하며, 대출 기간을 1주일 연기할 수 있다. 연체된 자료는 자료실, 무인 반납기에 반납할 수 있다. 자료실 이용 시간이 아닐 때에도 무인 반납기에 반납할 수 있다. 단, 부록 자료가 있을 경우엔 반드시 안내 데스크에 반납해야 한다. 대출 도서 중 1권이라도 연체되면 연체일 수 만큼 대출이 정지된다.

### 계양 시네마
지하 1층의 다목적 강당, 계수나무홀에서는 매주 토요일, 일요일에 무료 영화를 상영한다. 휴관일이거나 필요한 사정이 있을 경우 상영하지 않기도 한다.